# (13920) Montecorvino
(13920) Montecorvino (1985 PE1) – planetoida z grupy przecinających orbitę Marsa okrążająca Słońce w ciągu 3,18 lat w średniej odległości 2,16 j.a. Odkryta 15 sierpnia 1985 roku.